# Southeast Williams (Dakota del Norte)
Southeast Williams es un territorio no organizado ubicado en el condado de Williams en el estado estadounidense de Dakota del Norte. En el Censo de 2010 tenía una población de 78 habitantes y una densidad poblacional de 0,38 personas por km².

## Geografía
Southeast Williams se encuentra ubicado en las coordenadas 48°10′1″N 103°0′32″O / 48.16694, -103.00889. Según la Oficina del Censo de los Estados Unidos, Southeast Williams tiene una superficie total de 203.58 km², de la cual 141.66 km² corresponden a tierra firme y (30.41%) 61.92 km² es agua.

## Demografía
Según el censo de 2010, había 78 personas residiendo en Southeast Williams. La densidad de población era de 0,38 hab./km². De los 78 habitantes, Southeast Williams estaba compuesto por el 96.15% blancos, el 0% eran afroamericanos, el 2.56% eran amerindios, el 0% eran asiáticos, el 0% eran isleños del Pacífico, el 0% eran de otras razas y el 1.28% pertenecían a dos o más razas. Del total de la población el 0% eran hispanos o latinos de cualquier raza.